# بنه چراغ (حومه غربی)
بنه چراغ یک منطقهٔ مسکونی در ایران است که در دهستان حومه غربی واقع شده‌است. براساس سرشماری مرکز آمار ایران در سال ۱۳۹۵، بنه چراغ ۲۴۴ نفر جمعیت دارد.